# Павлівка (Берестинський район)
Павлі́вка — село в Україні, у Берестинському районі Харківської області. Населення становить 438 осіб. Орган місцевого самоврядування — Павлівська сільська рада.
Після ліквідації Кегичівського району 19 липня 2020 року село увійшло до Красноградського (Берестинського) району.

## Географія
Село Павлівка знаходиться на одному з витоків річки Багата, нижче за течією на відстані 2 км розташоване село Писарівка. Через село проходить автомобільна дорога Т 2110.

## Історія
1867 — дата заснування.
Під час організованого радянською владою Голодомору 1932—1933 років померло щонайменше 111 жителів села.

## Економіка
- Молочно-товарна, свино-товарна і вівцево-товарна ферми, машинно-тракторні майстерні.
- «УКРАЇНА», сільгосппідприємство.

## Об'єкти соціальної сфери
- Школа.